# Parafia Niepokalanego Poczęcia Najświętszej Maryi Panny w Kościeniewiczach

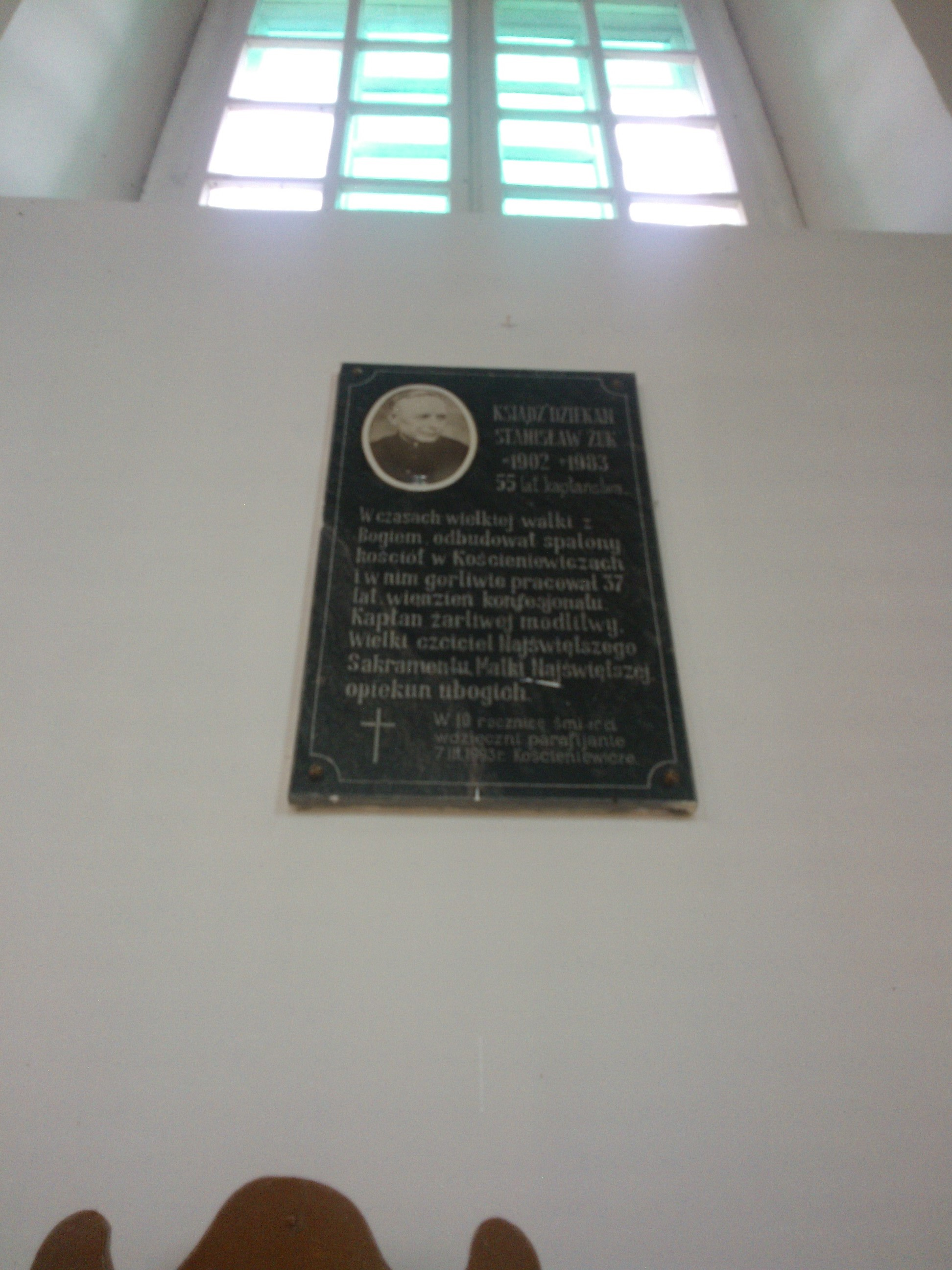
Tablica w kościele upamiętniająca proboszcza ks. Stanisława Żuka

Parafia Niepokalanego Poczęcia Najświętszej Maryi Panny w Kościeniewiczach – rzymskokatolicka parafia znajdująca się w archidiecezji mińsko-mohylewskiej, w dekanacie wilejskim, na Białorusi.

## Historia
W 1652 roku majątek Kościeniewicze został zapisany zakonowi jezuitów przez członka tego zgromadzenia o. Pawła Laskowskiego SJ. W późniejszym czasie dobra przeżywały trudny okres w czasie wojen moskiewskich. W 1661 otwarto stację misyjną jezuitów. W 1662 r. rozpoczęto budowę drewnianej świątyni św. Ignacego Loyoli. Synod Sapiehy w 1669 r. wymienia ten kościół w spisie parafii dekanatu świrskiego diecezji wileńskiej. 
W 1763 roku staraniem rektora grodzieńskiego o. Kazimierza Wazgirda SJ rozpoczęto budowę nowej murowanej świątyni Niepokalanego Poczęcia Najświętszej Maryi Panny. 
W 1772 roku misja jezuicka obsługiwana była przez jednego kapłana. W 1780 roku dokonano konsekracji świątyni. Dobra jezuickie przeszły na własność Aleksandra Horaina, który w 1781 roku płacił tytułem czynszu rocznego 8500 złp. W 1781 roku parafia należała do dekanatu świrskiego i liczyła 1406 katolików. W 1798 roku parafia leżała w dekanacie wilejskim diecezji mińskiej. W 1872 roku parafia posiadała kaplicę w Karolinie. W 1893 roku parafia posiadała kaplice w Serweczu, Kulbaczynie, Kowieniowie i Horodyszczu, liczyła wówczas 4965 katolików. 
15 grudnia 1942 roku Niemcy zastrzelili w kościele, przy ołtarzu, proboszcza ks. Antoniego Żemło. Stało się to po tym, jak w czasie nabożeństwa Niemcy weszli do świątyni z psami, a ksiądz zwrócił im uwagę. Niemcy weszli do kościoła szukając Żydówki z 4-letnią córką, która ukryła się w szafie w zakrystii. Znaleźli je po tym jak dziewczynka zapłakała i rozstrzelali razem z innym Żydami, na wzgórzu za Kościeniewiczami, przy drodze w kierunku Wilejki.
Świątynia została spalona podczas okupacji niemieckiej przez partyzantów. Od 1946 roku proboszczem był ks. Stanisław Żuk, który odbudował spalony kościół.
W 1991 roku poświęcono plebanię i intronizowano figurę Matki Bożej Fatimskiej w głównym ołtarzu, czego dokonał ks. bp Aleksander Kaszkiewicz.

## Demografia
Liczba katolików, wiernych parafii, w poszczególnych latach.

## Proboszczowie
| imię i nazwisko              | daty urzędowania |
| ---------------------------- | ---------------- |
| ks. Franciszek Kuczewicz SJ  | 1690             |
| ks. Kazimierz Naruszewicz    | 1780 – 1788      |
| ks. Jerzy Żukowski           | 1803 – 1804      |
| ks. Hieronim Piotrowicz      | 1843             |
| ks. Szymon Czarnicki         | 1852             |
| ks. Wincenty Dzierwanowski   | 1856 – 1860      |
| ks. Józef Justynowicz (adm.) | 1864 – 1865      |
| ks. Franciszek Jaworowski    | 1867             |
| ks. Aleksander Ljudowicz     | 1872             |
| ks. Wieńczysław Zawadzki     | 1886             |
| ks. Antoni Audycki           | 1893             |
| ks. Mieczysław Tanajewski    | 1897             |
| ks. Jan Krzywicki            | 1907             |
| ks. Henryk Chwastecki        | 1915             |
| ks. Antoni Żemło             | 1934 – 1942      |
| ks. Stanisław Żuk            | 1946 – 1983      |
| ks. Zygmunt Obartuch         | 1989 – 2002      |
| ks. Andrzej Jarkowiec        | 2002 – 2005      |
| ks. Witalij Margunow         | 2021 –           |